# Mouv'
Mouv’ (antes Le Mouv’) es una emisora de radio francesa dirigida al público joven creada el 17 de junio de 1997 por Marc García, Gilles Carretero, Joel Pons y Olivier Nanteau. Perteneciente a las radios de servicio público, está gestionada por Radio France, y en sus emisiones apenas existe publicidad. La programación musical está orientada hacia el hip hop y electro.
Su actual director es Hervé Riesen.

## Historia
El origen de Le Mouv’ se remonta a mediados de la década de los años 90, cuando el entonces director de Radio France Michel Boyon decide crear una radio musical dirigida a los jóvenes, ya que el oyente tipo de Radio France era una persona de mediana edad. Para ello confía a Olivier Nanteau, Joël Pons, Marc García et Gilles Carretero la tarea de la creación de la emisora, inspirada en Radio 7, emisora musical creada en 1978, la cual desaparecería a mediados de los 80 para dejar paso a  France Info. El 17 de junio de 1997 nace con una frecuencia local de Toulouse Le Mouv’. Desde el comienzo de sus emisiones, el proyecto fue muy criticado debido a la coherencia de una emisora pública en el segmento joven, y a los medios financieros destinados a tal proyecto.
Le Mouv’ se convirtió en la primera emisora de radio pública en Francia con medios de emisión totalmente digitales. Con una programación ecléctica, basada en la música electrónica intercalada con pequeños cortes de información. Rápidamente el Conseil Supérieur de l’Audiovisuel le atribuye 16 nuevas frecuencias en villas y ciudades pequeñas (Agen, Chartres, Évreux, Gap, Niort, Poitiers...). En 1998 cinco nuevas frecuencias son añadidas en Angers, Nevers, Oyonnax, Troyes, y Valence.
No obstante, la emisora no alcanza un gran éxito de audiencia en los lugares donde se recibe la señal, debido sobre todo a la poca penetración en zonas rurales, lo que le imposibilita hacer frente a los grandes grupos privados de radios musicales. Esto hace revivir la polémica sobre la viabilidad de la emisora, incluso dentro de la propia Radio France.
En 1999, Marc García decide dar un giro a la emisora orientándola hacia el Rock, estilo musical que había sido abandonado por las grandes cadenas privadas, especialmente por Fun Radio. Además la programación comienza a estabilizarse en franjas horarias. Estas decisiones hacen que la emisora conozca un crecimiento de audiencia muy positivo, sobre todo en su feudo, Toulouse, donde alcanza el 4%.
En 2000, el Plan Azul de reorientación de Radio France decide una nueva transformación para la emisora. A partir de ese momento se centrará en un público potencial universitario para lo cual permutará varias frecuencias con otra emisora del grupo, FIP. Este cambio permite instalarse a Le Mouv’ en todas las grandes ciudades universitarias, abandonando las zonas rurales, las cuales son atribuidas a FIP, cuyas audiencias en zonas urbanas eran muy pobres.
Para poder hacer frente a las grandes emisoras comerciales, Le Mouv’ debe instalarse en París. Este pasó es dado el 8 de diciembre de 2001, cuando se le atribuye el 92.1. Esta decisión no estaría exenta de polémica, ya que la señal interfería con la de France Musique, situada en el 91.7. Tras varios ajustes técnicos las dos frecuencias continuaron sus emisiones sin problemas significativos. La llegada de Le Mouv’ a París provocó la ira de los grupos privados, en especial de Oui FM, los cuales viven de la publicidad. Poco tiempo después, Le Mouv’ realizó una gran campaña de publicidad en el transporte público de la ciudad para darse a conocer.
La siguiente polémica apareció con la llegada de Le Mouv’ a Clermont-Ferrand, también en diciembre de 2001. A la emisora se le atribuyó la frecuencia que hasta el momento ocupaba una radio privada la cual se encontraba en proceso de renovación de licencia. Finalmente la emisora privada renuncia a la renovación de la frecuencia, aunque las quejas de los grupos privados sobre la flexibilidad del Conseil Supérieur de l’Audiovisuel para con Radio France suenan con fuerza.
En 2004, Le Mouv’ cambia su sede, aunque esta sigue manteniéndose en Toulouse, desde donde realiza sus programas, aunque realizó la emisión del programa Les Filles du Mouv’ en directo desde los estudios de la Maison de Radio France en París desde el estudio 108.
Gracias al plan FM 2006 nuevas frecuencias son atribuidas en Besançon, Burdeos, Caen, Cannes, Carcasona, Dijon, Limoges, Amiens, Lorient, Montpellier, Niza, Reims, Rouen y Tours.
Un nuevo cambio se produce en la emisora en 2008, con la llegada a la dirección de Hervé Riesen, antiguo presentador, el cual conduce a Le Mouv’ a una línea más sofisticada, abriéndose al Soul y al Rap.
En 2015 Le Mouv' es renombrado Mouv’.

## Segmentación y competencia

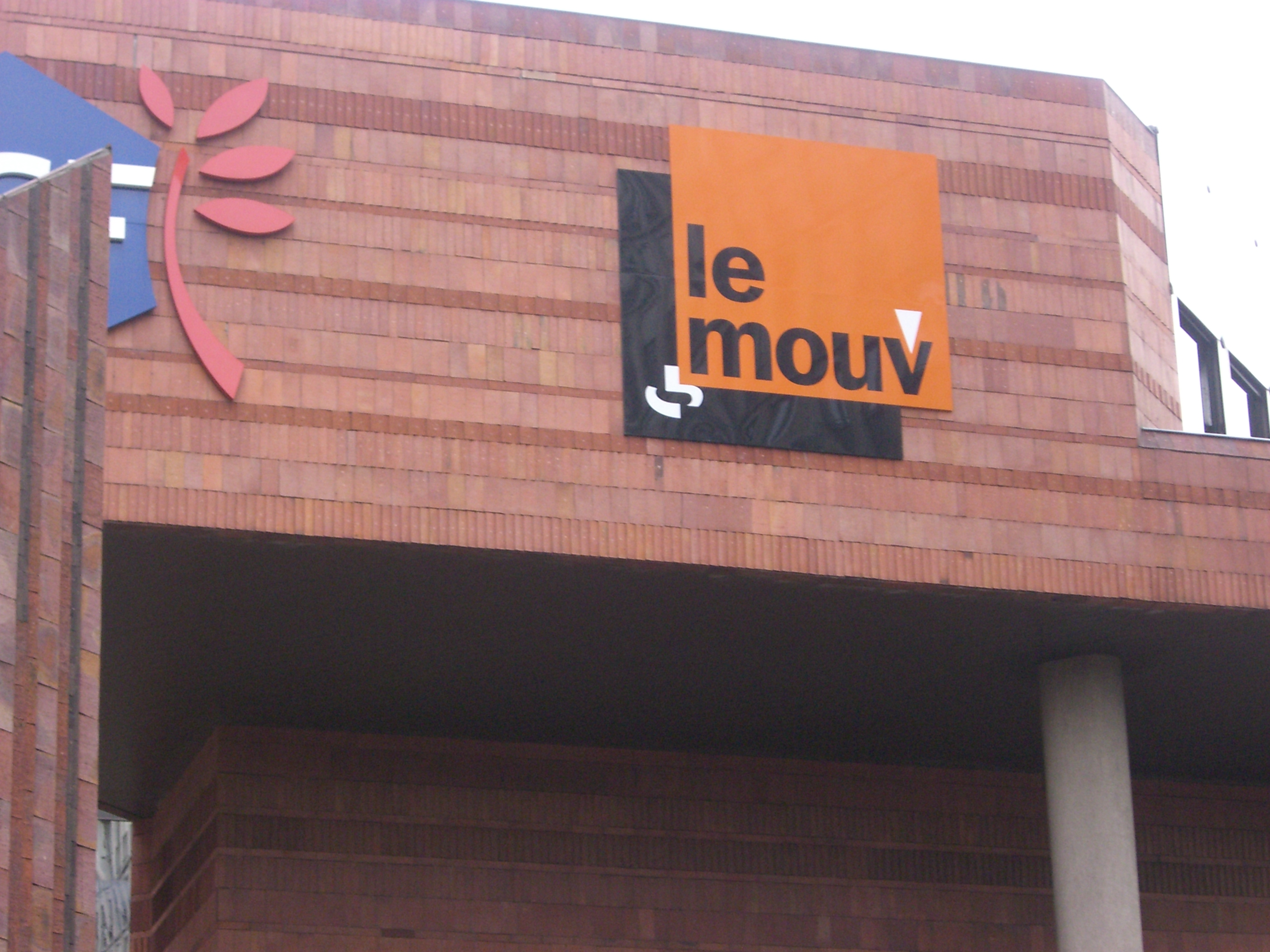
Edificio que alberga la sede de la emisora en Toulouse.

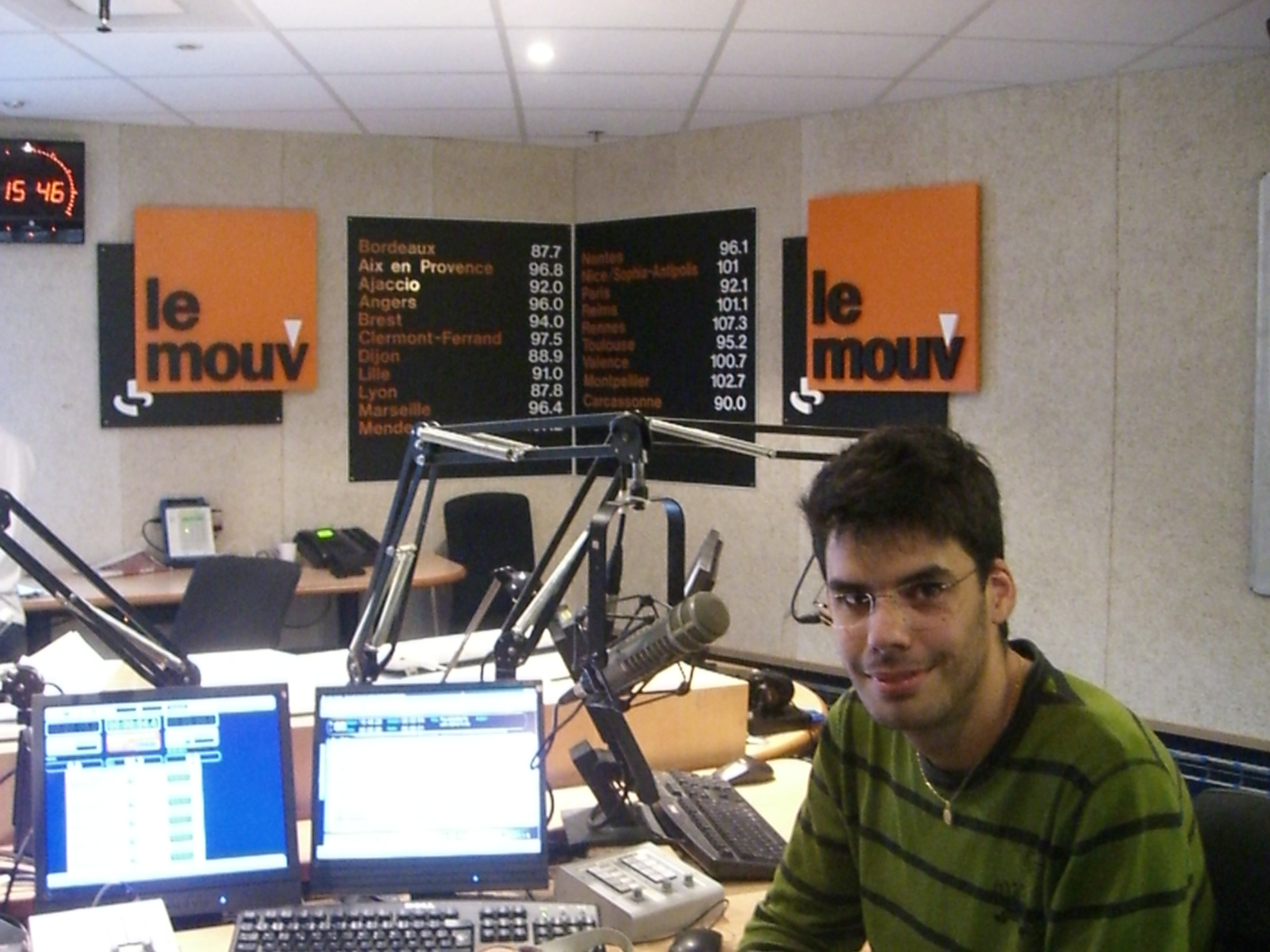
Estudios de Toulouse.

Mouv’ es una emisora de Radio France, por tanto está sujeta a una misión de servicio público.
Emplazada en el segmento de los 12 a 25 años, Le Mouv’ sufre la feroz competencia de Virgin Radio, Skyrock, NRJ y Fun Radio a nivel nacional, y de Oui FM en Île de France.
Además, la aparición de las Radios Web Pop Rock disminuye aún más los oyentes potenciales de Mouv’, que tiene problemas para consolidar su posición en internet.
Su audiencia se sitúa en el 0.8% a nivel nacional, lo que supone unos 422.000 oyentes diarios.

## Programación
De lunes a viernes:
- La musique de Mouv': 0:00 – 5:30.
- Best-of Good Morning Cefran: 5:30 – 6:00.
- Good Morning Cefran: 6:00 – 9:00.
- Le 9/13 con Sandra: 9:00 – 13:00.
- Mouv'13 Actu: 13:00 – 13:30.
- Le 13:30/16 avec Morgan: 13:30 – 16:00.
- Top Mouv' Booster: 16:00 – 17:00.
- Snap 'n Mix: 17:00 – 19:30.
- Débattle: 19:30 – 20:00.
- Mouv'Live Club avec Muxxa: 20:00 – 21:00.
- Hip Hop Quizz: 21:00 – 22:00.
- Mouv'Live Club: 22:00 – 23:00.
- Classik Mouv' con T-Miss: 23:00 – 0:00.

Sábados y domingos:
- La musique de Mouv': 0:00 – 7:00.
- Le 7/10 con Julien: 7:00 – 10:00.
- Le 10/13 con Lincey: 10:00 – 13:00.
- Le 14/17 con Geoffrey: 14:00 – 17:00.
- Le 17/19 con Emmy: 17:00 – 19:00.

Sábado:
- La Sélection Rap con Olivier Cachin: 13:00 – 14:00.
- Top Mouv' US: 19:00 – 20:00.
- Dirty Swift: 20:00 – 21:00.
- First Mike Radio Show: 21:00 – 22:00.
- Mouss & Eklips: 22:00 – 23:00.
- K-Za Jam Station: 23:00 – 0:00.

Domingo:
- La Sélection Reggae con K-Za & Lise: 13:00 – 14:00.
- After Rap: 19:00 – 20:00.
- La Sélection Akh: 20:00 – 21:00.
- Mouv' Love Club con Emmy & Ayane: 21:00 – 23:00.
- La Caution: 23:00 – 0:00.

## Lista de frecuencias
| Ciudad           | Frecuencia |  | Ciudad      | Frecuencia |
| ---------------- | ---------- |  | ----------- | ---------- |
| Aix-en-Provence  | 96.8       |  | Lorient     | 103.3      |
| Ajaccio          | 92.0       |  | Lyon        | 87.8       |
| Amiens           | 91.0       |  | Marsella    | 96.4       |
| Angers           | 96.0       |  | Mende       | 107.2      |
| Besançon         | 93.5       |  | Montpellier | 102.7      |
| Brest            | 94.0       |  | Nantes      | 96.1       |
| Burdeos          | 87.7       |  | Niza        | 101.1      |
| Caen             | 87.8       |  | París       | 92.1       |
| Cannes           | 101.0      |  | Reims       | 101.1      |
| Carcasona        | 90.0       |  | Rennes      | 107.3      |
| Clermont-Ferrand | 97.5       |  | Rouen       | 95.8       |
| Dijon            | 88.9       |  | Toulouse    | 95.2       |
| Lille            | 91.0       |  | Tours       | 94.1       |
| Limoges          | 107.6      |  | Valence     | 100.7      |

Las frecuencias fueron atribuidas a Le Mouv’ el 8 de diciembre de 2008 en Caen. Desde ese momento, las emisiones pueden ser escuchadas por 22 millones de habitantes en 28 frecuencias.